# 303. pehotni polk (Italija)
303. pehotni polk Piemonte (izvirno italijansko 303º Reggimento fanteria) je bil pehotni polk Kraljeve italijanske kopenske vojske.

## Zgodovina
Med drugo svetovno vojno je bil polk nastanjen v Grčiji.